# Конрад Грушковський
Конрад Грушковський (пол. Konrad Gruszkowski, нар. 27 січня 2001, Рабка-Здруй, Польща) — польський футболіст, фланговий захисник клубу «Вісла» (Краків) та молодіжної збірної Польщі.

## Клубна кар'єра
Конрад Грушковський починав займатися футболом у клубах з Кракова аматорського рівня. З 2018 року він приєднався до молодіжного складу краківської «Вісли». У 2019 році захисник дебютував у першій команді в чемпіонаті Польщі. Тоді ж він був відправлений в оренду у клуб Другої ліги «Мотор» з міста Люблін. По закінченню терміну оренди у 2020 році Грушковський повернувся до «Вісли».

## Збірна
З 2021 року Конрад Грушковський є гравцем молодіжної збірної Польщі.